# 광양 송금리 김대례공신비
광양 송금리 김대례공신비는 대한민국 전라남도 광양시 진월면에 있다. 2007년 7월 4일 광양시의 향토문화유산 제6호로 지정되었다.

## 개요
공신각(功臣閣)은 1598년 임진왜란시 공을 세우고 전사한 김대례(金大禮) 공(公)의 공적을 기리기 위하여 1676년에 후손 학조의 주도로 문중과 유림의 도움을 받아 김해김씨 집성촌인 광양시 진월면 송금리(송현마을)에 건립되었다.  광의 이름은 대례(大禮),자는 여대(汝大)이며 서기 1573년 3월 3일 경기도 양주군 율복리에서 태어났으며, 공이 어렸을 때 어머니를 따라 광양현 월포면 송금리로 이거하였다. 임진왜란이 일어나자 '충의의 뜻있는 선비들을 마땅히 갑옷을 두르고 활칼을 겨누고 힘을 모아 왜적들을 토벌해야 할 것이다'고 그의 맏형 사례(師禮)와 함께 충무공 이순신 막하로 들어가니 이충무공이 크게 기뻐하였다. 김대례공은 나라에 큰 공을 세워 선무원종 공신으로 공신록에 기록되었고 그 공훈으로 인하여 정로위 훈련원봉사 직함을 배수 받았다. 역사적으로 충과 효의 본보기로 보존 가치가 있으며 시비 지원으로 보수 ·정비된 공신각을 광양시 향토문화유산으로 등록하여 지속적으로 관리와 보존을 하고 있는 중이다.